# Moissac
Moissac é uma comuna francesa na região administrativa da Occitânia, no departamento de Tarn-et-Garonne. Estende-se por uma área de 85.95 km², e possui 13.195 habitantes, segundo o censo de 2018, com uma densidade de 150 hab/km².